# Bromma
Bromma ( PRONÚNCIA)          
é um bairro tradicional de Estocolmo, e um dos subúrbios ocidentais (Västerort) situados a oeste do centro. É caracterizado pelas suas moradias ajardinadas, pela sua proximidade ao centro e ao lago Mälaren e por suas reservas naturais. Segundo censo de 2016, havia 77 295 habitantes. 

## Etimologia
O nome geográfico Bromma designava originalmente a aldeia onde foi edificada a ”igreja de Bromma”. A origem do topónimo é incerta, havendo várias teorias sobre a sua origem. Uma delas, aponta o termo sueco antigo brumma significando ”local coberto por árvores folhosas”. Outra teoria aponta para o nome de uma enseada ou lago.
Bromma está mencionada como Brumum, em 1344.

## Património
A igreja de Bromma (Bromma kyrka) data do século XII e tem no seu interior pinturas murais de Albertus Pictor.

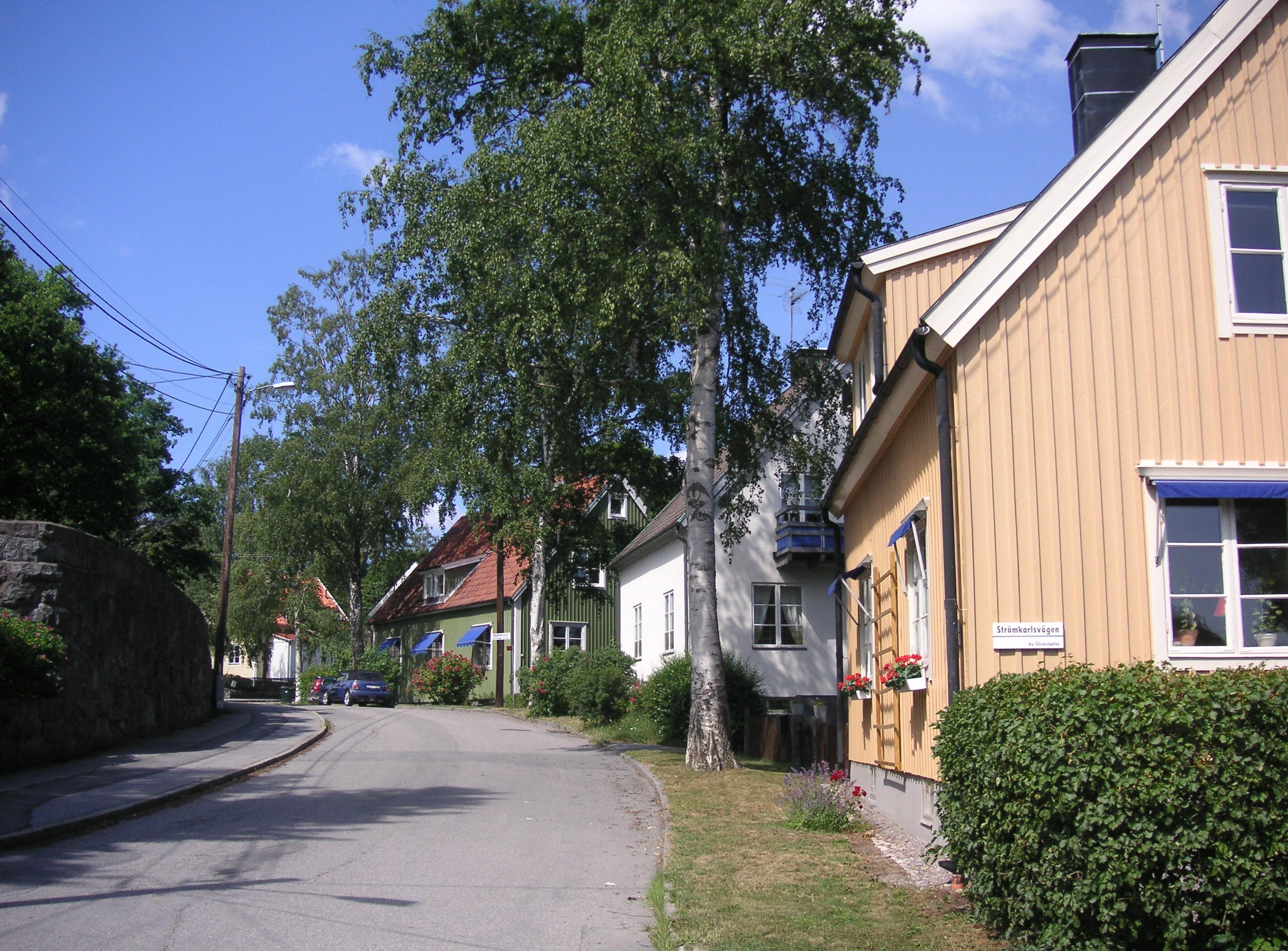
Moradias dos ano 20.
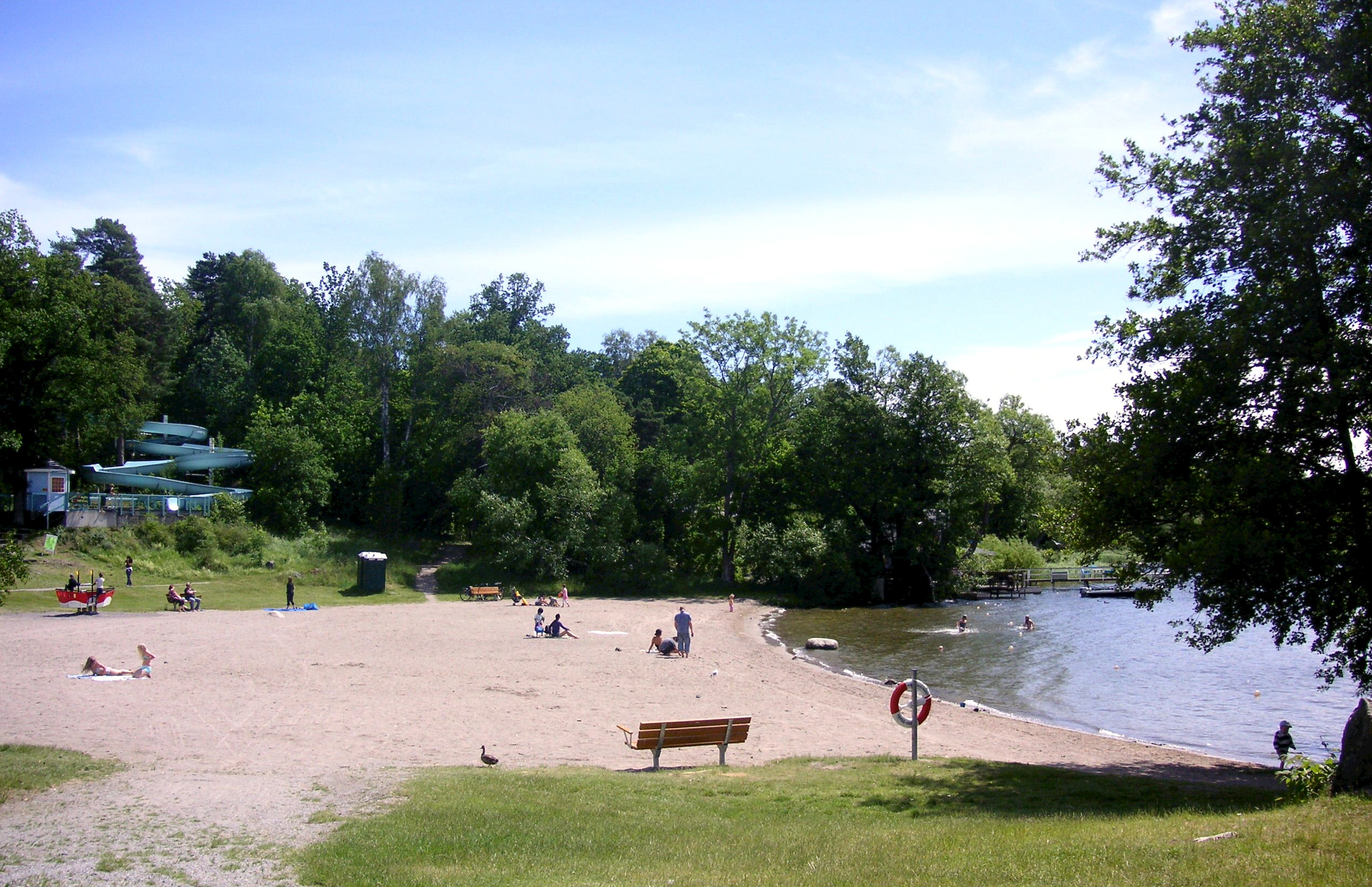
Praia de Ängbybadet, junto ao lago Mälaren
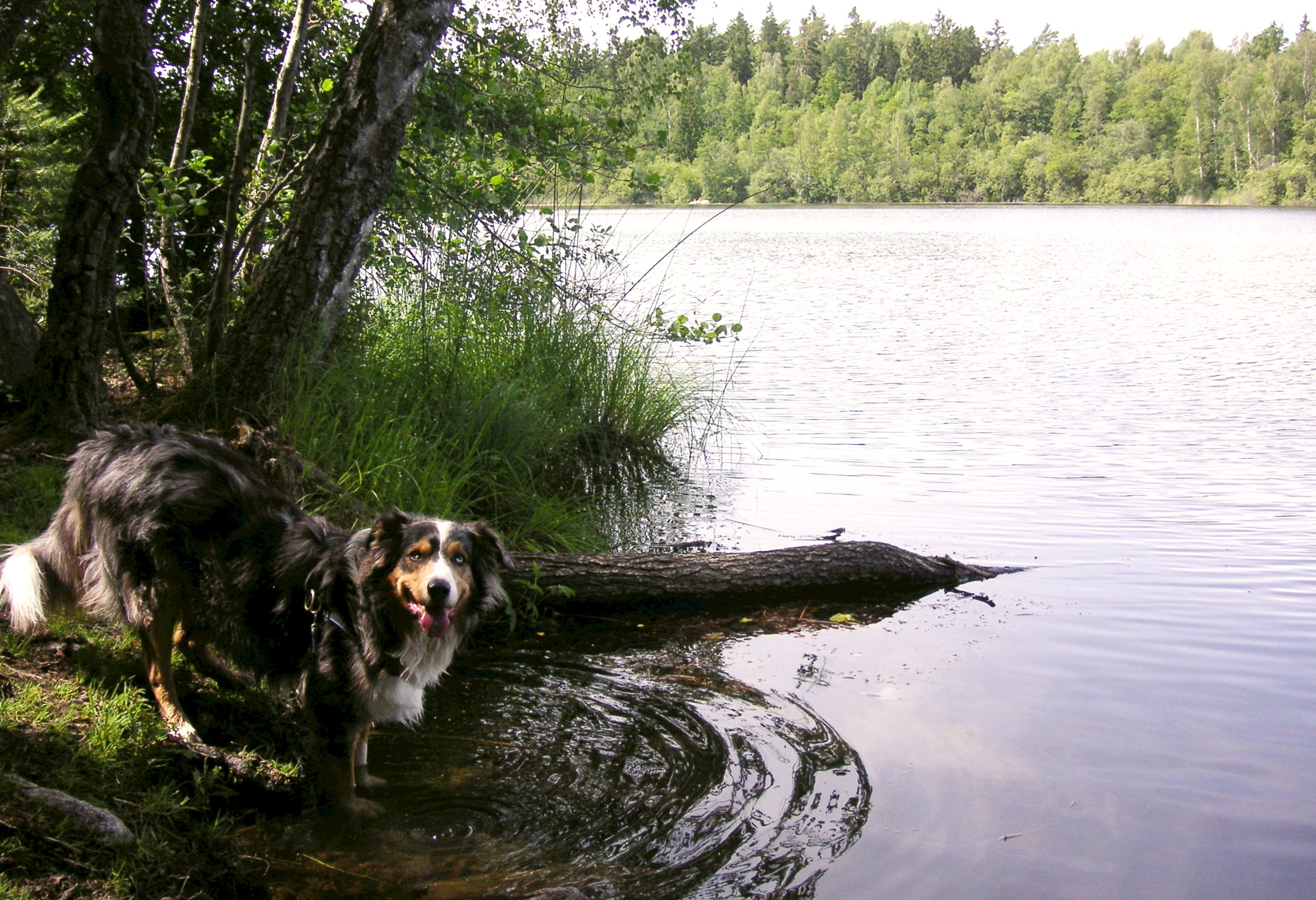
Reserva natural dos Bosques de Judar (Judarskogens naturreservat)
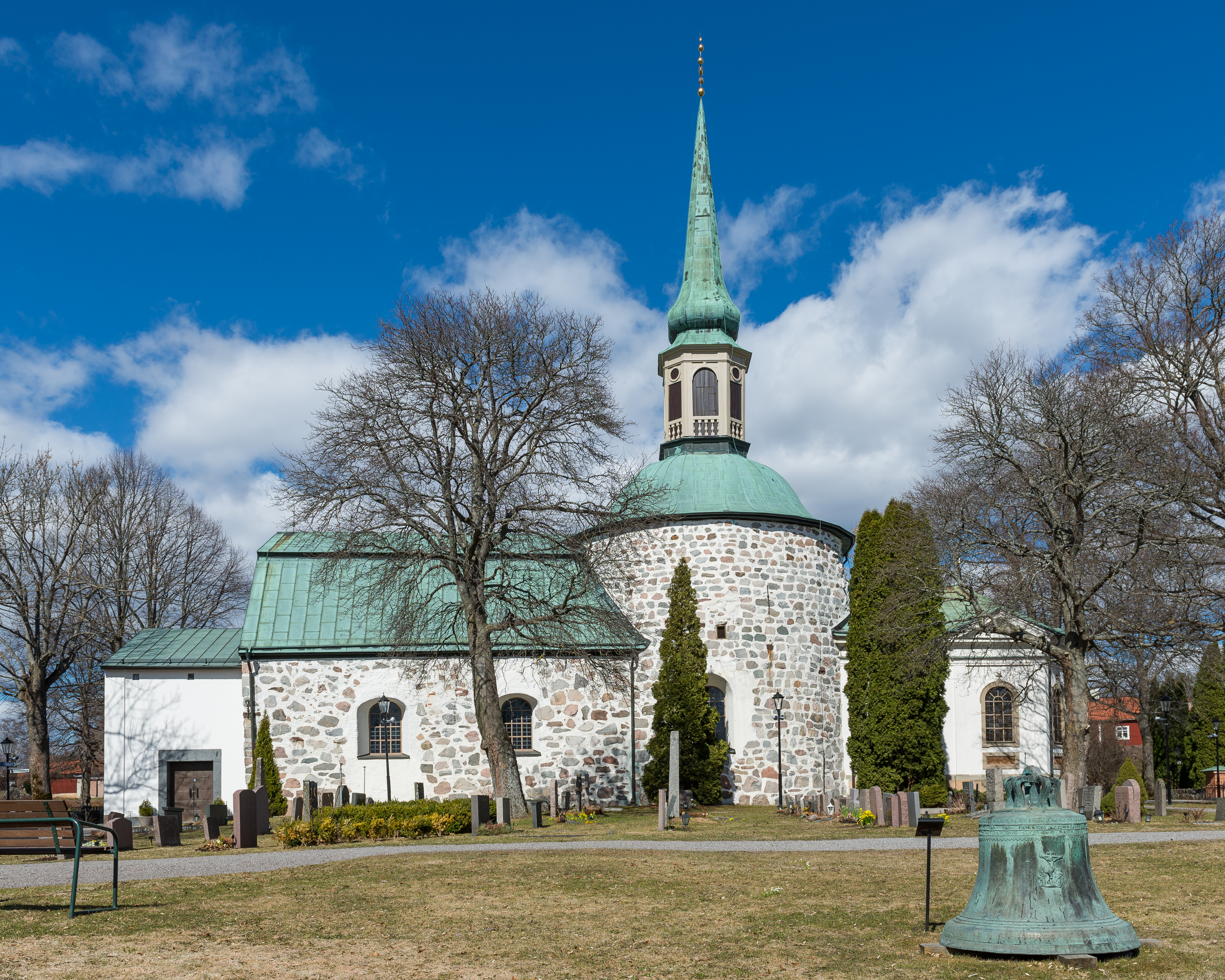
Igreja de Bromma